# Gueutteville-les-Grès

Gueutteville-les-Grès este o comună în departamentul Seine-Maritime, Franța. În 1 ianuarie 2022 avea o populație de 364 de locuitori.